# Machimus tephraeus
Machimus tephraeus là một loài ruồi trong họ Asilidae. Machimus tephraeus được Wiedemann miêu tả năm 1820. Loài này phân bố ở vùng Cổ Bắc giới.